# Chelwood Gate
Chelwood Gate är en by i East Sussex i England. Byn är belägen 19,5 km 
från Lewes. Orten har 594 invånare (2015).